# Brück

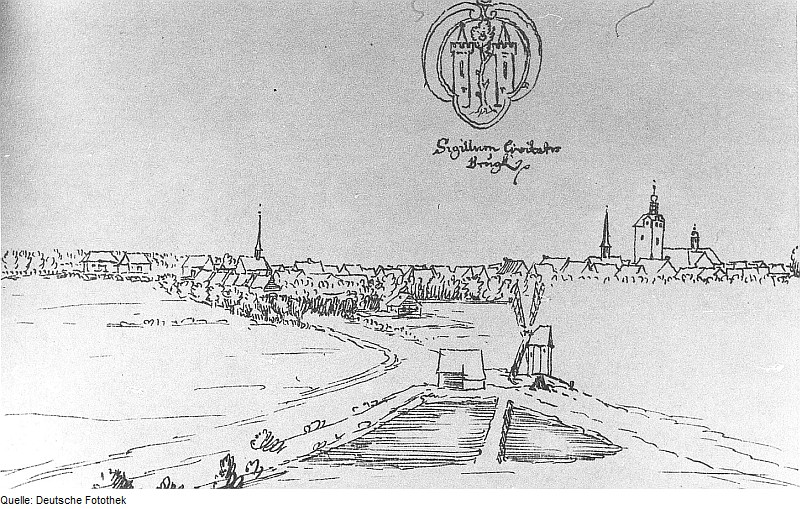
Wilhelm Dilichs Federzeichnungen kursächs. und meißn. Ortschaften 1626–1629: Brück

Brück ([bʁʏk] ⓘ) ist eine Stadt im Zentrum des Landkreises Potsdam-Mittelmark in Brandenburg und Sitz des Amtes Brück.

## Geografie
Die Stadt Brück liegt zwischen den Städten Beelitz und Bad Belzig. Eingebettet zwischen Zauche und Hohem Fläming gehört Brück zu dem dünn besiedelten, vornehmlich landwirtschaftlich geprägten Gebiet, das sich am Ausgang des Baruther Urstromtals in den Belziger Landschaftswiesen fortsetzt. Die Ortsteile Gömnigk und Trebitz liegen am Fluss Plane, der Ortsteil Baitz am Baitzer Bach. Nördlich von Brück liegt der Truppenübungsplatz Lehnin der Bundeswehr.

## Stadtgliederung
Zur Stadt Brück gehören:
Ortsteile
- Baitz
- Neuendorf

Bewohnte Gemeindeteile
- Brück-Schlossbusch
- Gömnigk
- Stromtal
- Trebitz

Wohnplatz
- Wiesenau

Das ehemalige Dorf Rottstock, dessen Eingemeindung 1950 erfolgte, ist als südwestlicher Vorort vollständig in Brück aufgegangen.

## Geschichte

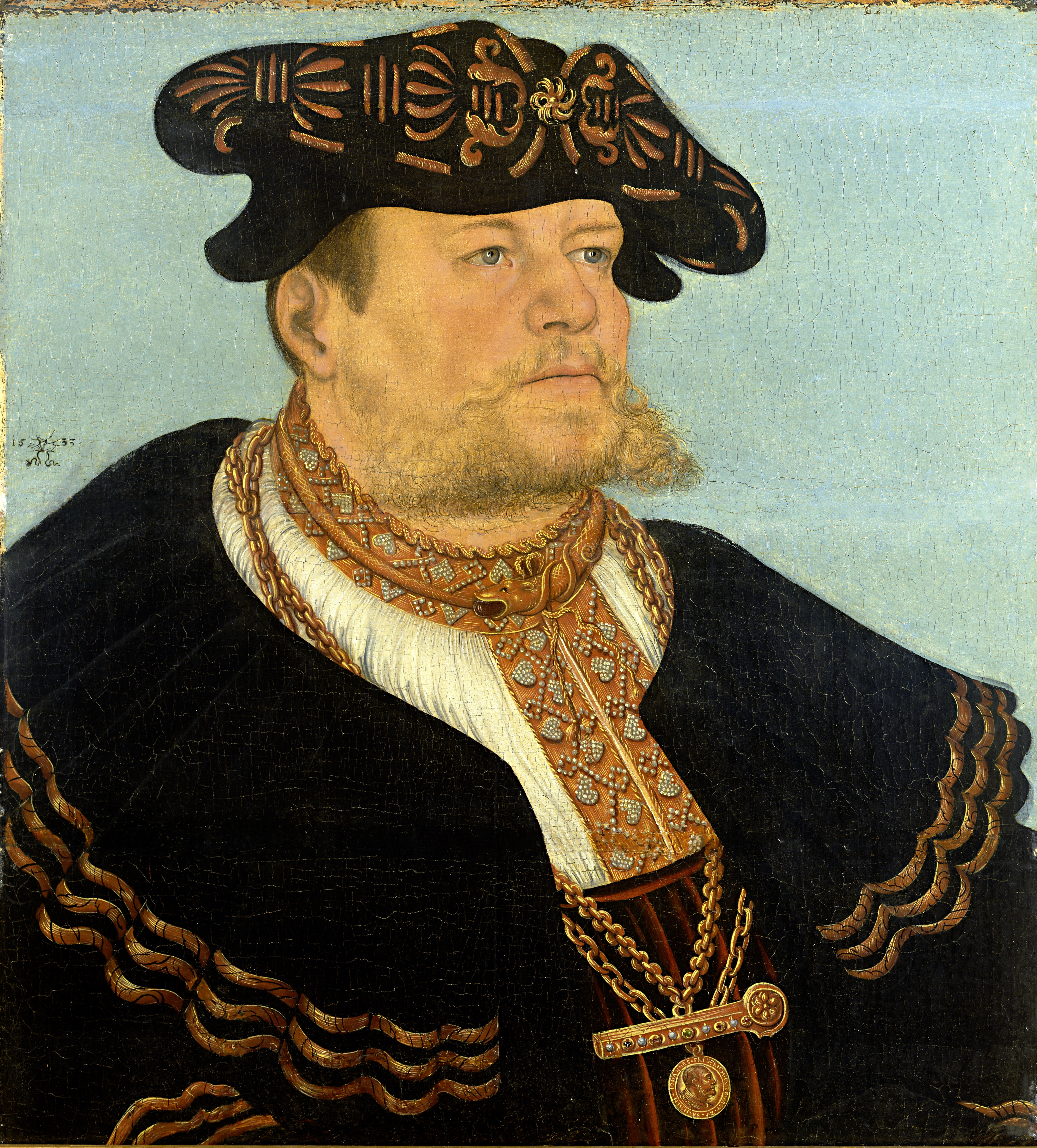
Gregor Brück 1533 nach einem Gemälde von Lucas Cranach d. Ä. im Germanischen Nationalmuseum Nürnberg

### Brück
Die Herkunft des Stadtnamens wird – nicht ganz gesichert – zumeist der Stadt Brügge zugeordnet und stammt somit aus der Zeit des Landesausbaus durch die ersten askanischen Markgrafen, die im Zuge ihrer geschickten Siedlungspolitik während der deutschen Ostsiedlung insbesondere Flamen in das Land riefen. Nach den Flamen wiederum und ihren Dörfern, den Vlämlingen, erhielt der gesamte Landstrich in der ersten Hälfte des 19. Jahrhunderts den Namen Fläming. Brück erhielt trotz seiner geringen Größe bereits zwischen 1360 und 1374 das Stadtrecht. Die Stadt wurde seit dem Mittelalter von zwei Toren begrenzt, dem Berliner und dem Belziger Tor. Heute stehen nur noch Reste des Berliner Tores. Im 13. Jahrhundert entstand die heute noch erkennbare Zwei-Straßen-Anger-Siedlung mit der Sankt-Lambertus-Kirche.

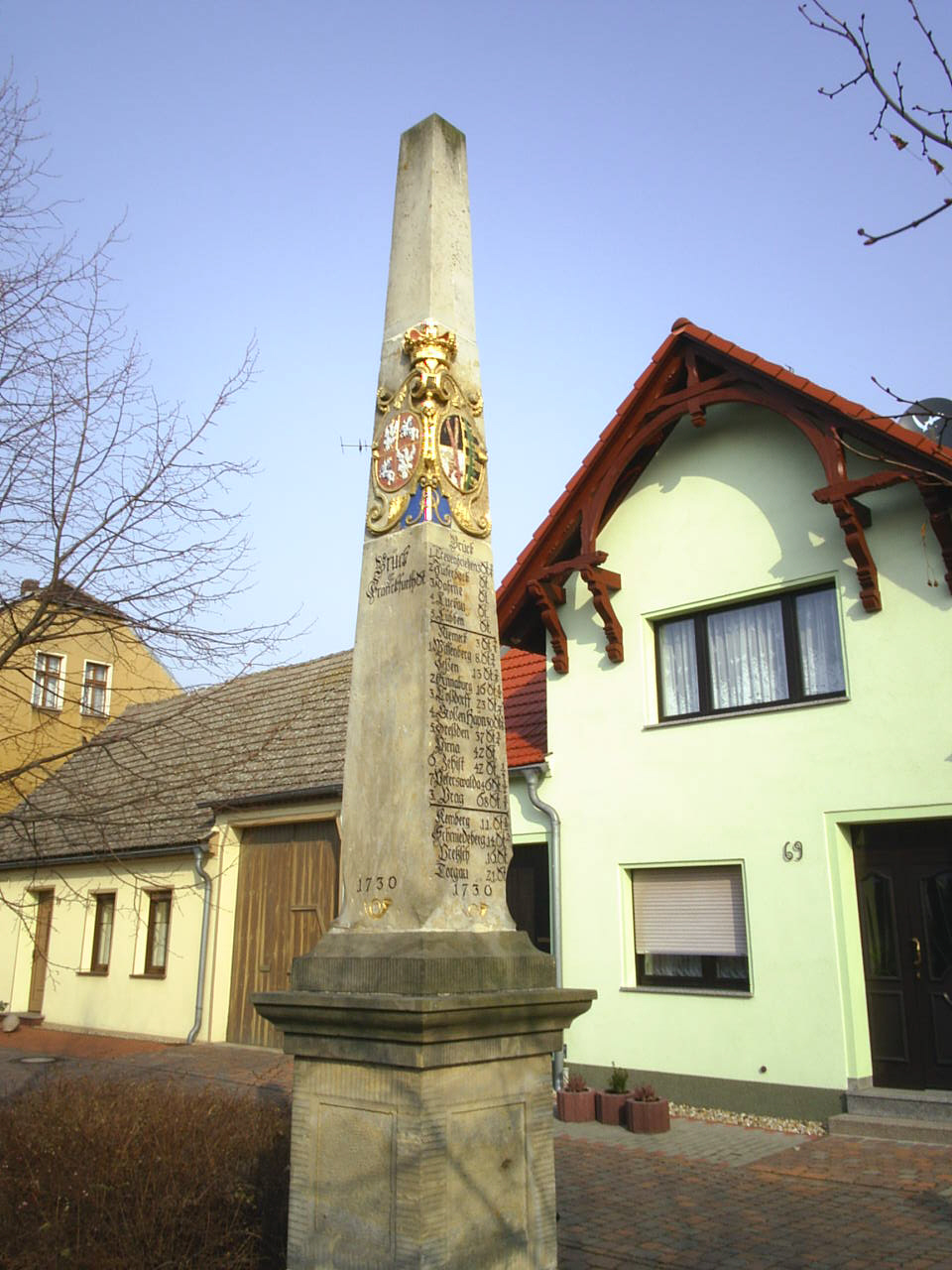
Kursächsische Postmeilensäule

Brück blieb nicht lange unter brandenburgischer Hoheit, denn der Ort liegt in einem über Jahrhunderte umstrittenen Gebiet, dessen Besitz zwischen der Markgrafschaft Meißen, der Markgrafschaft Brandenburg und dem Erzbistum Magdeburg wechselte. Erst mit dem Wiener Kongress 1815 fiel Brück endgültig an Preußen. Bis zu diesem Zeitpunkt bildeten die Belziger Landschaftswiesen die Grenze zwischen dem Königreich Sachsen und der Mark Brandenburg. Brück war die nordöstliche Grenzstadt Sachsens. Eine kursächsische Postdistanzsäule steht noch heute als beredtes steinernes Zeugnis der sächsischen Vergangenheit in Brück. Die strategische Bedeutung Brücks ergab sich aus der Enge im sumpfigen Urstromtal, die schon früh als Übergang vom Belziger Vorfläming zur Zauche genutzt wurde. Handelswege und eine Heerstraße, die eine nicht mehr vorhandene Burg sicherte, führten hier entlang.
Die örtliche Postmeilensäule ist die nördlichste der sächsischen überhaupt. Sie wurde im Jahr 1730 vor dem Belziger Tor aufgestellt. Nach einigen Umsetzungen und Restaurationen steht sie heute in der historischen Altstadt in der Mittelreihe.
Der sächsische Kanzler der Reformationszeit und Weggefährte Martin Luthers, Gregor Brück, wurde um 1483 in Brück geboren.
Am 18. Februar 1912 fand beim Flug von Bork nach Brück mit einem Flugzeug von Hans Grade die erste Luftpostbeförderung durch den Piloten Hermann Pentz statt.
Die Nationale Volksarmee hatte bis 1990 das Flugabwehrraketenregiment 1 „Anton Fischer“ und die Raketentechnische Basis 2 „Robert Neddermeyer“ in Brück stationiert. Ab 1991 war das Panzerbataillon 423 in Brück stationiert, bis es schließlich 2002 aufgelöst wurde. In Brück befindet sich die Leitung des Truppenübungsplatzes Lehnin.

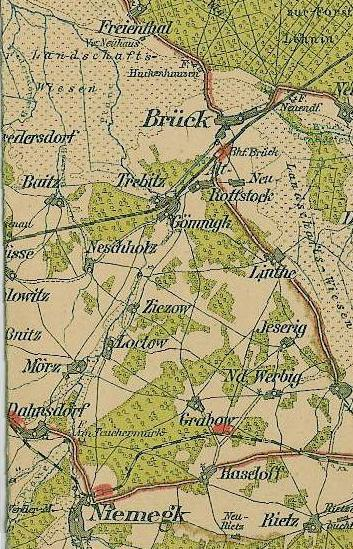
Brück und Umgebung im Jahr 1903

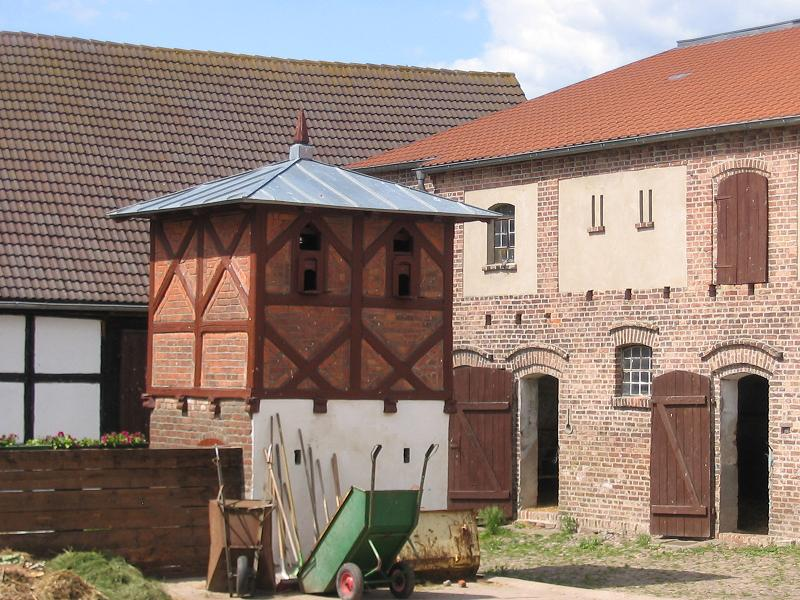
Landwirtschaftlicher Betrieb in Baitz

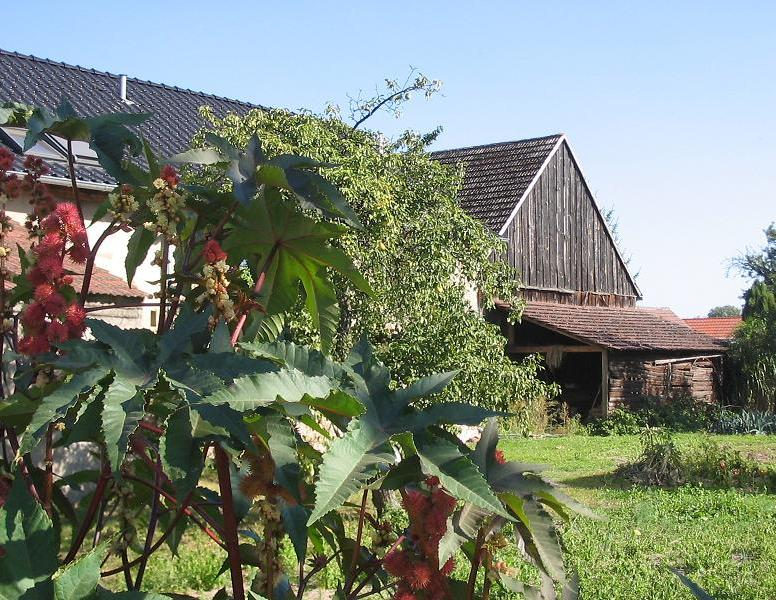
Ehemaliges Büdnergut Nr. 27 in Gömnigk

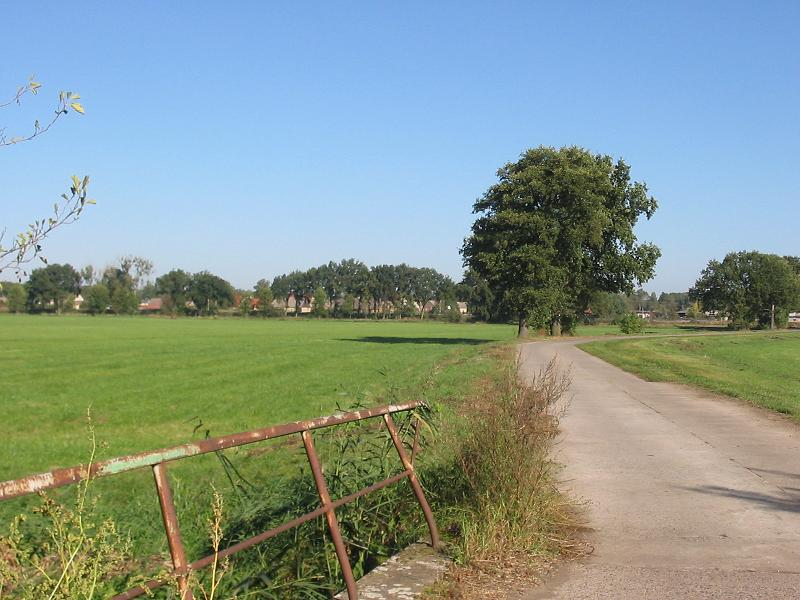
Weg ins Baruther Urstromtal bei Neuendorf

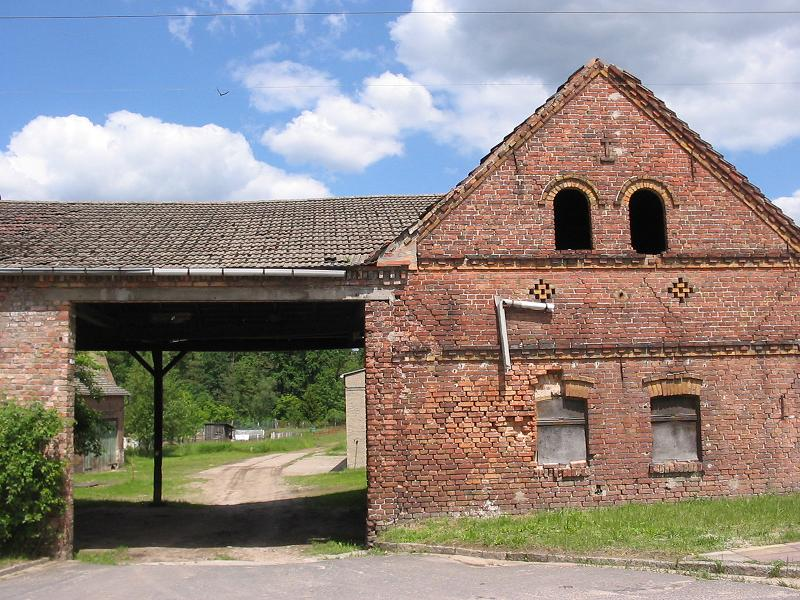
Torhaus in Trebitz

### Baitz
Baitz, in alten Schreibweisen auch Boghetiz, Boycz oder Batz, wurde 1313 erstmals urkundlich unter dem Namen Boghetiz erwähnt. Es ist ein Straßendorf mit etwa 200 Einwohnern. In Baitz befindet sich die Naturschutzstation des rund 4500 Hektar umfassenden Schongebietes Belziger Landschaftswiesen. Die Station ist gleichzeitig Außenstelle der Staatlichen Vogelschutzwarte des Landes Brandenburg in Buckow und hat sich insbesondere dem Schutz der stark gefährdeten Großtrappe (Otis tarda) verschrieben. Die naturräumliche Einbindung des Ortes und die Erfordernisse des Naturschutzes bestimmen heute zu einem großen Teil das Wirtschaftsleben des Dorfes.

### Gömnigk
Während Brück bereits außerhalb des Naturparks Hoher Fläming liegt, befindet sich das Straßendorf Gömnigk noch innerhalb des Großschutzgebietes kurz vor dem südöstlichen Rand des Naturschutzgebietes Belziger Landschaftswiesen am Fläminghauptfließ Plane. Der Fluss trieb in dem landwirtschaftlich geprägten Dorf zwei Wassermühlen an. Da einige mittelalterliche Geschichtsabschnitte Gömnigks, das 1251 erstmals erwähnt wurde, mit umfangreichem Quellenmaterial gut dokumentiert sind, lassen sich am Beispiel des Dorfes ländliche Entwicklungslinien in der Mark Brandenburg nachzeichnen. Dazu gehören Veränderungen in der ländlichen Sozialstruktur, die Auswirkung von Bränden auf die Fortschritte im Haus- und Hofbau und die Mühlengeschichte. Die Geschichte der Dorfschule enthält bewahrenswerte Aspekte zur Pädagogik im 19. und 20. Jahrhundert und zur finanziellen Ausstattung der Lehrer in dieser Zeit. Zudem verfügt Gömnigk über eine mittelalterliche Feldsteinkirche mit einem Fachwerk-Giebelturm.

### Neuendorf
Das Straßendorf liegt an der Bundesstraße 246 und hat etwa 280 Einwohner. Die erste urkundliche Erwähnung des Ortes stammt aus 1337. 1375 wurde der Ort als Nyendorf prope Brugge erwähnt. Der Grund für die Namensgebung ist nicht bekannt. Das Dorf war bis 1582 im Besitz der Ritterfamilie von Ziegesar. Ab 1582 war es Besitz derer von Seelen, von 1599 bis 1690 derer von Bernewitz, dann bis 1726 im Besitz des Berliner Bürger Barth. Von 1726 bis 1733 waren die Eigentümer Girschner, zwischen 1733 und 1737 ein Ludwig aus Magdeburg, danach die Familie Schmidt. Von 1830 bis 1836 war es die Familie Kaehne, in deren Besitz es bis 1872 blieb. Bis 1815 war Neuendorf für Preußen von großer Bedeutung, da der Ort der letzte Posten in der Märkischen Zauche in Richtung Sachsen war. Sehenswert ist die verputzte Feldsteinkirche, die als Baudenkmal geschützt ist. In der Kirche befindet sich eine Glocke, die aus 1690 stammen soll. 1839 wurde der Turm aufgesetzt, 1890 erfolgte eine Renovierung.

### Trebitz
Das Dorf mit etwa 250 Einwohnern gehört wie Baitz und Gömnigk zum Naturpark Hoher Fläming und liegt am südöstlichen Rand des Naturschutzgebietes Belziger Landschaftswiesen am Baruther Urstromtal. Der Kern des landwirtschaftlich geprägten Dorfes verläuft parallel zum Fläminghauptfließ Plane. Die älteste überlieferte schriftliche Erwähnung als villam trebegoz stammt aus dem Jahr 1251. Der Ortsname bedeutet Ort des Trebegost und ist nach einem slawischen Personennamen gebildet worden

### Verwaltungsgeschichte
Die heutigen Ortsteile der Stadt gehörten seit 1817 zum Kreis Zauch-Belzig in der preußischen Provinz Brandenburg und ab 1952 zum Kreis Belzig im DDR-Bezirk Potsdam. Seit 1993 liegen sie im brandenburgischen Landkreis Potsdam-Mittelmark.
Am 1. Juli 1950 wurde Rottstock eingemeindet. Am 1. Februar 1974 kamen Gömnigk und Trebitz hinzu. Baitz und Neuendorf gehören seit dem 31. Januar 2002 zu Brück.

## Bevölkerungsentwicklung
| Jahr | Einwohner |
| ---- | --------- |
| 1875 | 1 395     |
| 1890 | 1 445     |
| 1910 | 1 547     |
| 1925 | 1 584     |
| 1933 | 1 681     |
| 1939 | 1 746     |

| Jahr | Einwohner |
| ---- | --------- |
| 1946 | 2 583     |
| 1950 | 3 780     |
| 1964 | 3 204     |
| 1971 | 3 345     |
| 1981 | 3 731     |
| 1985 | 3 915     |

| Jahr | Einwohner |
| ---- | --------- |
| 1990 | 3 689     |
| 1995 | 3 727     |
| 2000 | 3 530     |
| 2005 | 3 855     |
| 2010 | 3 623     |
| 2015 | 4 095     |

| Jahr | Einwohner |
| ---- | --------- |
| 2020 | 3 945     |
| 2021 | 4 076     |
| 2022 | 4 170     |
| 2023 | 4 206     |
| 2024 | 4 258     |

Gebietsstand des jeweiligen Jahres, Einwohnerzahl: Stand 31. Dezember (ab 1991), ab 2011 auf Basis des Zensus 2011, ab 2022 auf Basis des Zensus 2022

## Politik

### Stadtverordnetenversammlung
Die Stadtverordnetenversammlung von Brück besteht aus 16 Stadtverordneten und dem ehrenamtlichen Bürgermeister. Die Kommunalwahl am 9. Juni 2024 führte zu folgendem Ergebnis:
| Partei / Wählergruppe                      | Stimmenanteil 2024 | Sitze 2024 | Stimmenanteil 2019 | Sitze 2019 |
| ------------------------------------------ | ------------------ | ---------- | ------------------ | ---------- |
| Pro Brück                                  | 50,7 %             | 9          | 44,0 %             | 7          |
| Engagierte Bürger für Brück                | 16,5 %             | 2          | –                  | –          |
| AfD                                        | 14,2 %             | 2          | –                  | –          |
| CDU                                        | 11,0 %             | 2          | 17,7 %             | 3          |
| Unabhängige Wählergemeinschaft             | 7,7 %              | 1          | –                  | –          |
| SPD                                        | –                  | –          | 21,6 %             | 3          |
| Einzelbewerber Frank Schulze               | –                  | –          | 06,0 %             | 1          |
| Einzelbewerber Daniel Strübing             | –                  | –          | 04,1 %             | 1          |
| Gewerbe- und Wirtschaftsförderverein Brück | –                  | –          | 02,9 %             | 1          |
| FDP                                        | –                  | –          | 02,5 %             | –          |
| Einzelbewerber Roland Hinze                | –                  | –          | 01,1 %             | –          |

### Bürgermeister
- 1994–2016: Karl-Heinz Borgmann
- seit 2017: Matthias Schimanowski[11]

Schimanowski wurde in der Bürgermeisterwahl am 09. Juni 2024 ohne Gegenkandidat mit 82,0 % der gültigen Stimmen für eine weitere Amtszeit von fünf Jahren gewählt.

### Wappen
| Wappen von Brück | Blasonierung: „In Gold auf grünem Boden eine grüne Linde, beseitet von zwei schwebenden und bezinnten roten Türmen mit schwarzen Rundbogenfenstern und silbern-beknauften Spitzdächern, darauf rechts ein zweistreifiges silbern-grünes und links ein rot-silbernes Fähnchen (Stander).“ |
| Wappen von Brück | Das Wappen wurde am 26. Juli 2010 durch das Ministerium des Innern genehmigt. |

Historisches Wappen
| altes Wappen von Brück | Blasonierung: „In Gold zwischen zwei schwebenden torlosen roten Türmen mit spitzen Dächern ein grüner Laubbaum auf einem Rasenstück.“ |
| altes Wappen von Brück | Wappenbegründung: Das Wappen wird bereits 1430 als eine Linde zwischen zwei Türmen erwähnt. Im urkundlichen SIGILLVM CIVITATIS BRUGGE (1480) ist der Baumstamm stark gebogen und bewurzelt, seit 1524 zeigt er sich gerade. In der heutigen Form tritt das Wappen erstmals 1561 auf. |

### Flagge
Die Flagge ist Rot – Gelb – Rot – Gelb – Rot (1:2:7:2:1) gestreift und mittig mit dem Stadtwappen belegt.

### Städtepartnerschaften
- Spišská Belá (Slowakei), seit 2007[16]
- Tarnów Opolski (Polen)

## Sehenswürdigkeiten und Kultur

### Bauwerke und Einrichtungen (Auswahl)

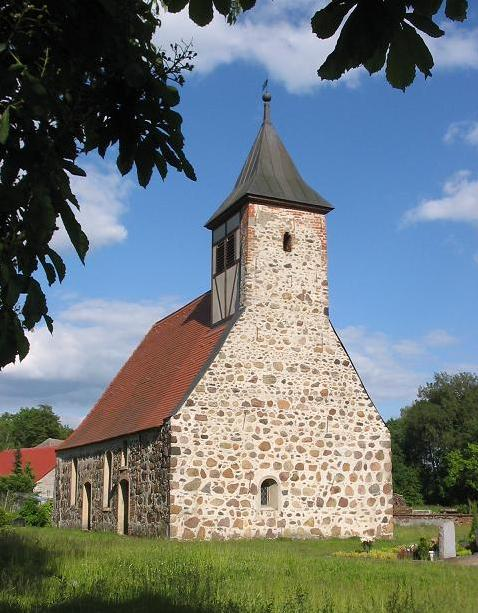
Feldsteinkirche Gömnigk

In der Liste der Baudenkmale in Brück und in der Liste der Bodendenkmale in Brück stehen die in der Denkmalliste des Landes Brandenburg eingetragenen Kulturdenkmale.
- Stadtkirche St. Lambertus von 1776, durch Umbau einer spätgotischen Anlage entstanden
- Kursächsische Postmeilensäule von 1730 am ehemaligen Belziger Tor
- Historische Angerbebauung
- Ältestes Fachwerkhaus von Brück, erbaut 1652
- Dorfkirche Baitz, entstand in den Jahren 1912/1913 unter Einbezug mindestens eines Vorgängerbaus. Die Kirchenausstattung ist bauzeitlich.
- Dorfkirche Rottstock
- Feldsteinkirche in Gömnigk, wahrscheinlich im 14. Jahrhundert erbaut
- Staatliche Vogelwarte in Baitz für die Trappen- und Wiesenbrüterschutzgebiete der Belziger Landschaftswiesen
- Hölzerne Skulptur Baum der Einheit vor dem Amt Brück, 2018 eingeweiht, Werk des Hobby-Schnitzers Hermann Strübung aus dem Jahr 2016. Das Amt gibt auf einer Informationstafel an, dass der Künstler des fünf Meter hohen Werkes durch den Ausspruch Willy Brandts „Es wächst zusammen, was zusammengehört“ inspiriert wurde. Auf den Hauptästen sind der Berliner Funkturm sowie der Berliner Fernsehturm als Symbol für die BRD und DDR zu sehen.[17]

### Regelmäßige Veranstaltungen
- Karneval
- Osterfeuer
- Kaltblutpferderennen „Titanen der Rennbahn“[18] im Juni
- Schützenfest
- Erntefest
- Weihnachtsmarkt
- Brücker Weihnachtskalender

## Wirtschaft und Infrastruktur

### Überblick
Im Jahr 2002 eröffnete der ADAC südlich von Brück das Fahrsicherheitszentrum Berlin-Brandenburg in Linthe. Mit 25 Hektar Gesamtfläche, sechs Kilometern Streckenlänge und 14 Fahrmodulen ist das Fahrsicherheitszentrum die größte und modernste Anlage dieser Art in Europa.

### Verkehr
Brück liegt an der Bundesstraße 246 zwischen Bad Belzig und Beelitz sowie an der Landesstraße L 85 zwischen Golzow und Treuenbrietzen. Die nahegelegene Bundesautobahn 9 Berlin–München ist über die Anschlussstelle Brück zu erreichen.
Die Bahnstrecke Berlin–Dessau führt durch das Gemeindegebiet. Der Bahnhof Brück (Mark) und der Haltepunkt Baitz wird von den Zügen der Regional-Express-Linie RE 7 Dessau–Berlin–Senftenberg stündlich bedient. Von Montag bis Freitag kommen Verstärkerzüge ab Bad Belzig hinzu.

### Antennenmessplatz

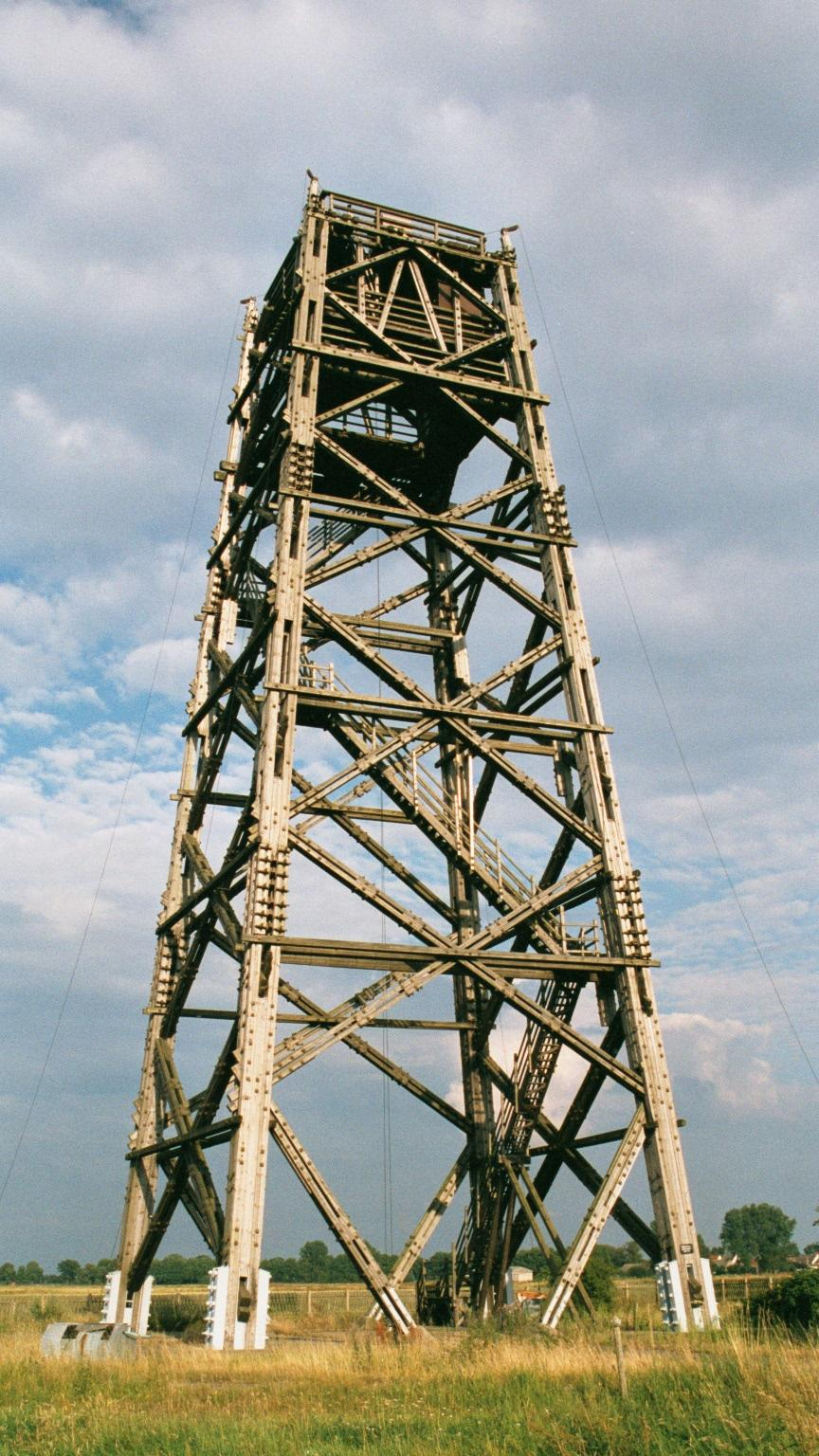
Messturm II

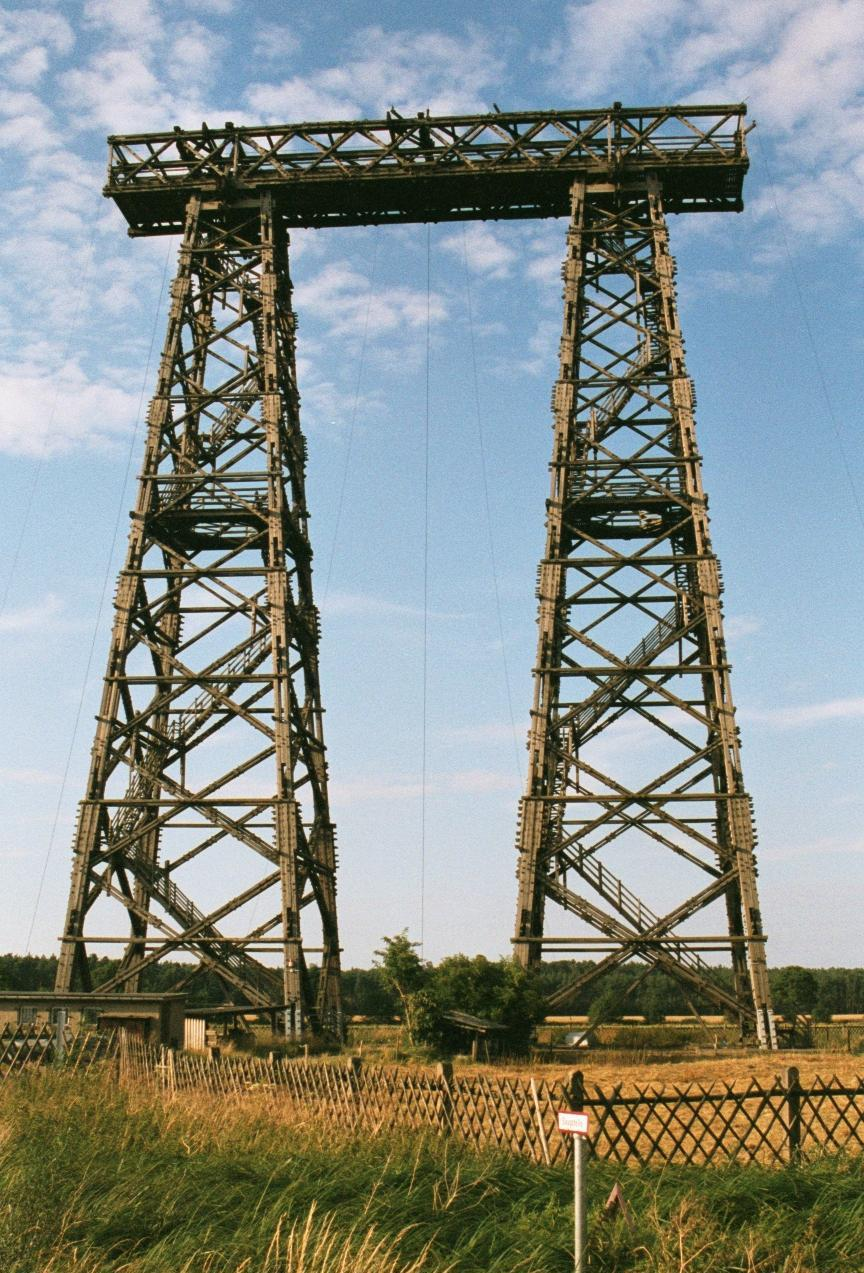
Messturm III

In Brück betrieb ab 1939 und ab Mitte der 1950er Jahre die Post der DDR bzw. ihre Nachfolgerin, die Deutsche Telekom AG, bis Ende 2009 einen Antennenmessplatz. Herausragendste Bauten dieses Messplatzes sind die beiden 1963 errichteten 54 Meter hohen Holztürme, die ohne Verwendung von Metallteilen hergestellt wurden. Sie dienten zur Aufnahme von auszumessenden Antennen. Durch die metallfreie Konstruktion dieser Türme war ein ungestörtes Ausmessen der Antennendiagramme möglich.
Ein erster, 1958 errichteter Holzturm, der die Bezeichnung „Messturm I“ trug, wurde am 20. April 1979 bei einem Brand zerstört. Die Messtürme II und III stehen unter Denkmalschutz.
Von 1965 bis 2000 existierte in Brück eine Kurzwellen-Versuchsantenne. Allerdings diente diese Antenne weniger dem Sendebetrieb, sondern eher dem Test der Witterungsbeständigkeit der Antennenmaterialien.

## Persönlichkeiten

### Söhne und Töchter der Stadt
- Simon Heins (um 1483–1523), katholischer Theologe
- Gregor Brück (1483–1557), sächsischer Hofrat und Kanzler, Berater Luthers
- Gustav Lehmann (1853–1928), Pädagoge und Botaniker
- Lothar Koch (* 1943), Landrat
- Dirk-Alexander Grams (* 1957), Maler und Dozent
- Thomas Tittel (1975–2013), Triathlet

### Mit der Stadt verbundene Persönlichkeiten
- Michael Stifel (um 1487–1567), Theologe und Mathematiker, 1554/55 bis 1559 Pfarrer in Brück